# Танукиди
Танукиди (арапски: التنوخيون‎) или Танук (арапски: تنوخ‎) су били конфедерација арапских племена, некада самтарани Сараценима. Прво су се појавили у северној Арабији и на југу Сирије у 3. веку пре нове ере. На натпису који је пронађен код Ум ел Џимала у Јордану и Намари у Сирији спомињу се и Танукиди и Лахмиди. Древну племенску конфедерацију Тануки у великој мери је преузело неколико грана великог племена Азд и Куда'а.

## Историја
Крајем 2. века, огранак племена Азд, из Јужне Арабије, мигрирао је у Ел Хасу где су се населили Танукиди. Припадници племена Азд су се удружили са Танукидима, поставши тако део конфедерације. Два шејха (племенских вођа) су одустали од владавине у корист Малика ибн Фахма (196—231), који их је довео у оно што су сада Ирак и Сирија, након њихове борбе другим племенима у тој области, он је контролисао читав Јордан и Ирак, наследио га је његов брат 'Амр ибн Фахм који је владао кратко време, а након њега владао је Џадима ибн Малик (233—268). Након Џадимине смрти, наследио га је син његове сестре Амр ибн Ади, Лахмид, јер Џадима није имао синова и тако је успоставио династију Лахмида. Остали Танукиди су се настанили у Сирији. Арапске легенде тврде да је "Амр ибн" Ади био једини победник у рату против Зенобијине царевине Палмире, али ти митови "највероватније представљају амалгам чињеница и фикције."
Танухиди су у 4. веку формирали велику групу Римских савезника на истоку, од Сирије на северу до залива Акаба, подручја у која су мигрирали из јужне Арабије након пораста сасанидског утицаја у Јемену један век раније. Наводи се да су били посвећени хришћанству, Св. Апостолу Томи и монаштву, са многим манастирима повезаним са племеном. Танукиди су одиграли кључну улогу у поразу Зенобијиних снага од стране цара Аурелијана и служили су као федерати на римском истоку – као прво арапско племе. Током 378. године њихова краљица Мавиа их је предводила у побуни против цара Валенса. Склопљено је примирје и неко време је било поштовано, а Мавиа је чак послала одређену количину коњице као одговор на римске захтеве за помоћ у спречавању напада од стране Гота. Савез се распао под Теодосијем I, када су се Танукиди поново бунили против римске владавине.
Танукиди су били хришћани током 3. или 4. века, највероватније док су боравили на источној половини плодног полумесеца, а до 4. века били описани као "фанатични пламен хришћанства" и били су "ревносни хришћански војници" у 6. веку.
Њима су се у 11. веку придружила племена Кахтанита из јужне Арабије, као што је Бану Ма'ан. Танукиди су отворили заједницу Друза у Либану, када је већина њих прихватила и усвојила нову поруку, због блиских веза њиховог племства с тадашњим фатимидским владарем Ел Хаким би-Амр Алахом. Племе Маана населило се у планинама Либана по наређењу гувернера Дамаска да би се борило против крсташа. Већина Маана у Либану касније је постала део Друза. Касније су били поражени од стране ривалског племена Кајс које је такође постало део Друза, Каиси Друза.